# Rezistor

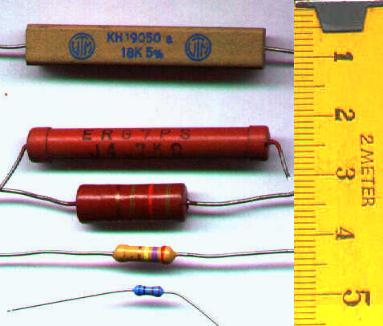
Rezistoare

Rezistorul este un component în circuite electrice și electronice a cărui principală proprietate este rezistența electrică.
Rezistorul obișnuit are două terminale; conform legii lui Ohm, curentul electric care trece prin rezistor este proporțional cu tensiunea aplicată pe terminalele rezistorului ({\displaystyle I={\frac {U}{R}}}).  Cel mai important parametru al unui rezistor este rezistența sa electrică, exprimată în ohmi.
Rezistoarele sunt complet caracterizate prin relația între tensiunea la borne și curentul prin element în cazul când dependența U=f(I) este o expresie algebrică liniară.
Rezistoarele se pot clasifica după mai multe criterii.
După materialul folosit se realizează:
rezistoare din metale sau aliaje metalice (fire sau benzi);
rezistoare peliculare cu carbon (pelicule depuse pe un suport izolat);
rezistoare cu peliculă de metal-oxid;
rezistoare cu lichid, bazate pe rezistența unui strat de lichid între două plăci metalice cufundate în lichid.
Un rezistor variabil este un rezistor a cărui rezistență electrică poate fi ajustată prin deplasarea mecanică a unui contact (cursor) electric intermediar; cel mai adesea rezistoarele de acest tip au trei terminale: capetele rezistorului (între care rezistența este maximă și constantă) și conexiunea la contactul mobil(cursor).
Dacă contactul mobil nu face punct comun cu unul din capete, atunci uzual se vorbește despre "un potențiometru", care este un divizor variabil de tensiune.
În circuit, rolul rezistorului poate fi:
- producerea căderii de tensiunii dorite între două puncte din circuit;
- determinarea curentului dorit printr-o altă piesă a circuitului;
- divizarea unei tensiuni într-un raport dat (circuit divizor de tensiune);
- terminarea unei linii de transmisie(ca rezistență de sarcină).